# Gujiće
Gujiće (en serbe cyrillique : Гујиће) est un village de Serbie situé dans la municipalité de Tutin, district de Raška. Au recensement de 2011, il comptait 122 habitants.

## Démographie
| 1948 | 1953 | 1961 | 1971 | 1981 | 1991 | 2002 | 2011 |
| ---- | ---- | ---- | ---- | ---- | ---- | ---- | ---- |
| 153  | 205  | 246  | 277  | 313  | 250  | 133  | 122  |

|  |